# Parafia bł. Karoliny Kózkówny w Wanatach
Parafia Błogosławionej Karoliny Kózkówny w Wanatach – parafia rzymskokatolicka w Wanatach. Należy do dekanatu Poraj archidiecezji częstochowskiej. Została utworzona 16 października 1988 roku, poprzez wydzielenie z parafii św. Jana Chrzciciela w Poczesnej. Parafię prowadzą księża diecezjalni.

## Historia
Parafia została utworzona przez biskupa częstochowskiego Stanisława Nowaka. Pierwszym proboszczem był ks. Jan Mucha, wikariusz parafii w Poczesnej, z której wydzielono obszar parafii w Wanatach. Na początku parafia posiadała tymczasową drewnianą kaplicę. W 1990 r. rozpoczęto budowę świątyni. 21 września 1991 r. biskup Stanisław Nowak wmurował kamień węgielny, pobłogosławiony przez papieża Jana Pawła II. W dniu 16 lipca 2000 r. arcybiskup Stanisław Nowak dokonał poświęcenia kościoła. Do północnej ściany świątyni przylega kaplica przedpogrzebowa.

## Proboszczowie parafii
| imię i nazwisko                  | daty urzędowania |
| -------------------------------- | ---------------- |
| ks. Jan Mucha                    | 1988–2007        |
| ks. Marek Wojciech Maślankiewicz | od 2007          |

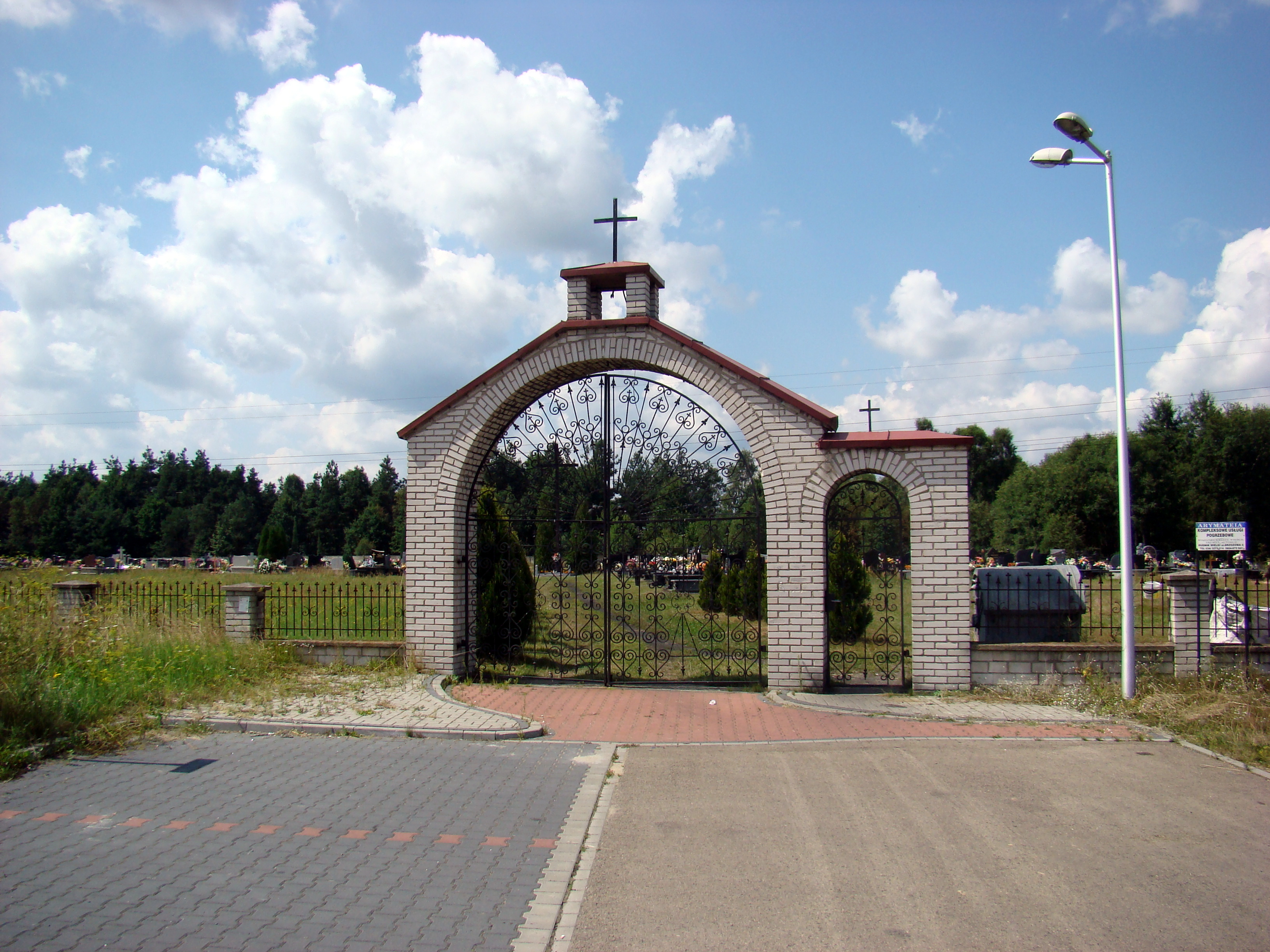
brama cmentarza parafialnego